# 里賈納 (密蘇里州)
里賈納（英語：Regina）是位於美國密蘇里州傑佛遜縣的非建制地區。

## 歷史
里賈納的郵局於1881年設立，其後於1905年停運。

## 地理
里賈納所處的海拔為高於海平面164米（即538英呎），而該地所採用的時區為UTC-6，即北美中部時區（CST）。同時該地設有夏令時間，為UTC-6調快一小時，即UTC-5（CDT）。